# 248 км (зупинний пункт, Одеська залізниця)
248 км' — зупинний пункт Знам'янської дирекції залізничних перевезень Одеської залізниці. Розташований на лінії Знам'янка — Помічна між станціями Плетений Ташлик та Шостаківка в с. Піщанське Новоукраїнського району.